# 카자흐스탄군
카자흐스탄군(카자흐어: Қазақстан Республикасының Қарулы Күштері; 러시아어: Вооруженные силы Республики Казахстан)은 카자흐스탄의 통일된 군대이다. 그것은 4개의 독립적인 편성(공습군, 특수군, 로켓포병대, 영토군)뿐만 아니라 3개의 지부(육군, 공군, 해군)로 구성된다. 국가방위대, 민방위대, 국경경비대는 군대의 군사화된 계열사 역할을 한다. 국방 정책 목표는 카자흐스탄 헌법에 기초하고 있다. 그것들은 국가의 독립성과 주권, 그리고 국가의 국토, 영해와 영공, 헌법 질서의 완전성을 보장한다. 카자흐스탄의 군대는 카자흐스탄 국방부의 권한에 따라 행동한다.

## 일반 구성

### 총참모부
총참모부는 평시와 전시에 국가의 군대를 관리하기 위한 주체로서, 국군의 건설과 발전을 위한 계획의 개발, 다른 군대와 군대의 작전, 전투와 동원 훈련을 조정하고, 국군과 다른 군대와 군대의 전략적인 계획의 적용과 상호작용을 조직하고 수행하며, 또한 국방에 있어서 국가 영토의 작전 장비에 대한 계획을 개발한다.

## 역사
1992년 5월 7일, 카자흐스탄의 대통령은 국방과 관련하여 여러 가지 행동을 취했다. 그는 '카자흐스탄 공화국의 군대 설립', 카자흐스탄 국방위원회의 국방부로의 전환, 사가다트 누르마감베토프 대령의 군 계급 귀속, 그리고 사가다트 누르마감베토프 대령의 카자흐스탄 국방부 장관 임명에 관한 법령에 서명했다. 무흐타르 알틴바예프는 가장 최근인 2001년 12월부터 2007년 1월 10일까지 국방부 장관을 두 차례 역임했다.
1992년 6월 30일 소련의 붕괴에 따라 소련군의 투르키스탄 군관구는 해체되었다. 투르키스탄 군관구에서 가장 강력한 병력이 모여 카자흐스탄 신군부의 핵심이 되었다. 카자흐스탄은 유럽 재래식 무장 조약 체결 이후 우랄에서 철수한 육해공군 6개 사단, 저장기지, 제14·35공상륙여단, 로켓여단 2개 여단, 포병연대 2개와 다량의 장비 등 40군(구 32군)의 모든 부대와 17군단의 일부를 인수하였다.
2000년 7월 6일 대통령령으로 국군이 이원화된 구조(일반목적군과 방공군)로 복귀하였다. 공군도 창설되어 신설된 군구의 새로운 군-영토 구조로 전환하였다. 2001년 2월에 법령으로 국방부와 총참모부의 기능이 분리되었다. 2000년부터 2003년까지 국군의 여단구조로의 전환이 전면 시행되었다.
카자흐스탄은 2013년 5월 7일 오타르 군사 기지에서 사상 최초로 조국 수호의 날을 국경일로 기념하는 열병식을 개최하였다. 기념식 동안, 최초의 여성은 장군으로 진급하였다. 카자흐스탄은 CSTO와 SCO의 창립 멤버이다. 카자흐스탄은 또한 NATO와 개별 파트너십 행동 계획 및 튀르키예군와의 전략적 협력을 가지고 있다.

### 타지키스탄의 평화 유지
타지키스탄 내전 기간 동안 CIS 국가들의 결정에 따라 평화유지군을 타지키스탄에 파견하였다. 참여 대상은 러시아, 카자흐스탄, 우즈베키스탄, 키르기스스탄이었다.  초기 단계는 1992년 9월 10일 제35경비항공돌격여단 소속 300인 공수돌격대대 1개 대대를 타지키스탄에 파견하였다. 이후 1993년 봄 국방부, 내무부, KNB 국경부대 등 3개 기관에서 3개 소총중대의 통합대대를 구성하였다. 타지키스탄 내전 기간 동안 카자흐스탄군의 전투 임무는 칼라이쿰브에 있는 러시아 국경 분견대의 검문소와 전초기지를 강화하는 것이었다. 1995년 4월 7일 파미르인의 피하브르 협곡에서 한 중대가 매복 공격을 당해 17명이 사망하고 33명이 부상을 입었다. 타지키스탄에서 평화유지 임무를 수행하는 전체 기간 동안 적대 행위 기간 동안 카자흐스탄 연합 대대는 54명의 군인이 사망하고 실종되었다. 임무는 2000년에 공식적으로 종료되었고 평화유지군은 2001년에 떠났다.

### 코로나19 범유행
카자흐스탄에서 코로나19 범유행이 발생한 이후, 자원봉사자 군인들이 바이러스 퇴치를 위해 소집되었다. 자원봉사자들은 검문소와 도시 시설에 배치되어 있을 뿐만 아니라 거리를 순찰하며 봉쇄를 시행하고 있다.

## 예산
2012년에는 국방부에 배정된 예산의 4분의 1이 현대화, 복원, 정비 및 무기 획득에 배정되었다. 2012년부터 2014년까지 국방비 지출은 120억 텡게에 달했다.